# Gahania
Gahania é um gênero de cerambicídeos, com distribuição na África.

## Etimologia
O epíteto genérico é uma homenagem a Charles Joseph Gahan.

## Espécies
- Gahania brunnea
- Gahania karooensis
- Gahania orientalis
- Gahania perissinottoi
- Gahania simmondsi
- Gahania thompsoni